# صالح علي أحمد الظنين
صالح علي أحمد الضنين (1944 - و 5 أغسطس 2018) قائد عسكري يمني ولد في قرية بيت الأحمر، مديرية سنحان وبني بهلول، محافظة صنعاء، التحق بالقوات المسلحة عام 1381هـ/1961م في مدرسة المدفعية التي كان يديرها علي عبد المغني، وفي العام التالي تخرّج منها، وكان ضمن كتيبة علي عبد المغني في قصر السلاح في فجر الثورة، وفي حصار قصر السلاح، ثم مرافق له في حملته العسكرية إلى مأرب، وقد قتل علي عبد المغني، والضنين إلى جواره، وفي حرب السبعين كان في منطقة الجرداء مع اللواء محمد عبد الله صالح، وبعد عام 1390هـ/1970م التحق بسلاح المدرعات حتى عام 1391هـ/1971م، ثم التحق بالمركز الحربي للقوات السرية في مدينة تعز، وفي العام الذي يليه التحق بالكلية الحربية، ثم قائد سرية في اللواء الأول مدرّع، وفي عام 1397هـ/1977م قائد كتيبة القيادة العامة أيام حكم الرئيس إبراهيم الحمدي، وفي الذي يليه قائد حماية الإذاعة والتلفزيون معسكر النهدين، وفي عام 1401هـ/1981م قاد كتيبتين مدرعتين إلى معسكر ظفار في مدينة يريم محافظة إب لمواجهة حرب التخريب (حرب الجبهة)،
وفي عام 1402هـ/1982م كان عسكريًّا ضمن «اللواء الثاني مدرع» (اللواء 33 مدرع حالياً) الذي أصبح ضمن قوة الفرقة الأولى مدرع، وكلف بقيادة هذا اللواء. وقبل نهاية الثمانينيات كان في كلية القيادة والأركان في الدفعة الأولى، ثم انتقلت وحدة المدرعة إلى منطقة (الراحة) في محافظة لحج.
كان آخر منصب شغله الضنين هو مستشار القائد الأعلى للقوات المسلحة.

## وفاته
توفي يوم الأحد 5 أغسطس 2018 إثر مرض عضال.